# آریانو ایرپینو
آریانو ایرپینو (به ایتالیایی: Ariano Irpino) یک کومونه در ایتالیا است که در استان آولینو واقع شده‌است.

## خصوصیات
آریانو ایرپینو ۱۸۵٫۵۲ کیلومترمربع مساحت و ۲۳٬۱۷۹ نفر جمعیت دارد و ۸۱۷ متر بالاتر از سطح دریا واقع شده‌است.